# Abismo Guy Collet
O abismo Guy Collet é a caverna mais profunda do mundo formada por quartzito e também a de maior desnível do Brasil, com 671 metros de profundidade. Está localizada no município de Barcelos, no Amazonas. A caverna foi catalogada por Pesquisadores da Sociedade Brasileira de Espeleologia (SBE) e da ONG Akakor Geographical Exploring  durante a expedição ao interior da Amazônia. A descoberta do Abismo Guy Collet (AM-3), como foi baptizado pelos exploradores da expedição ítalo-brasileira, com seus 670,6 metros de desnível, foi divulgada em no periódico InformAtivo SBE nº92 e registada no Cadastro Nacional de Cavernas do Brasil (CNC), atendendo às recomendações para expedições estrangeiras no Brasil da SBE.
Em 2015 uma nova expedição formada por outra equipe, também da Itália e do Brasil, voltaram a caverna e constataram que sua profundidade não ultrapassava os 110m (desnível). Após esta constatação, a Gruta do Centenário em Minas Gerais, voltou a ser a mais profunda do Brasil. O relato deste fato foi oficialmente apresentado no Congresso Brasileiro de Espeleologia, realizado no município de Bonito-MS, em junho de 2019. Fonte: Grupo Bambuí de Pesquisas Espeleológicas e La Venta Esplorazioni Geografiche.